# Champéry
Champéry – miejscowość i gmina (commune) w południowej Szwajcarii, w kantonie Valais, w okręgu (district) Monthey, w paśmie górskim Préalpes de Savoie. Leży w dolinie Val d’Illiez, u podnóża szczytu Haute Cime des Dents du Midi, jest bazą narciarską. Champéry leży ok. 5 km na wschód od granicy z Francją.
W 2010 roku odbyła się tu część zawodów Mistrzostw Europy w Curlingu. Oprócz sportów zimowych gmina jest także ośrodkiem kolarstwa górskiego. Odbywają się tu zawody Pucharu Świata w kolarstwie górskim, a w 2011 roku odbędą się tu 22. Mistrzostwa Świata w kolarstwie górskim. 

## Demografia
W Champéry mieszka 1 361 osób. W 2021 roku 25,3% populacji gminy stanowiły osoby urodzone poza Szwajcarią. 

## Galeria

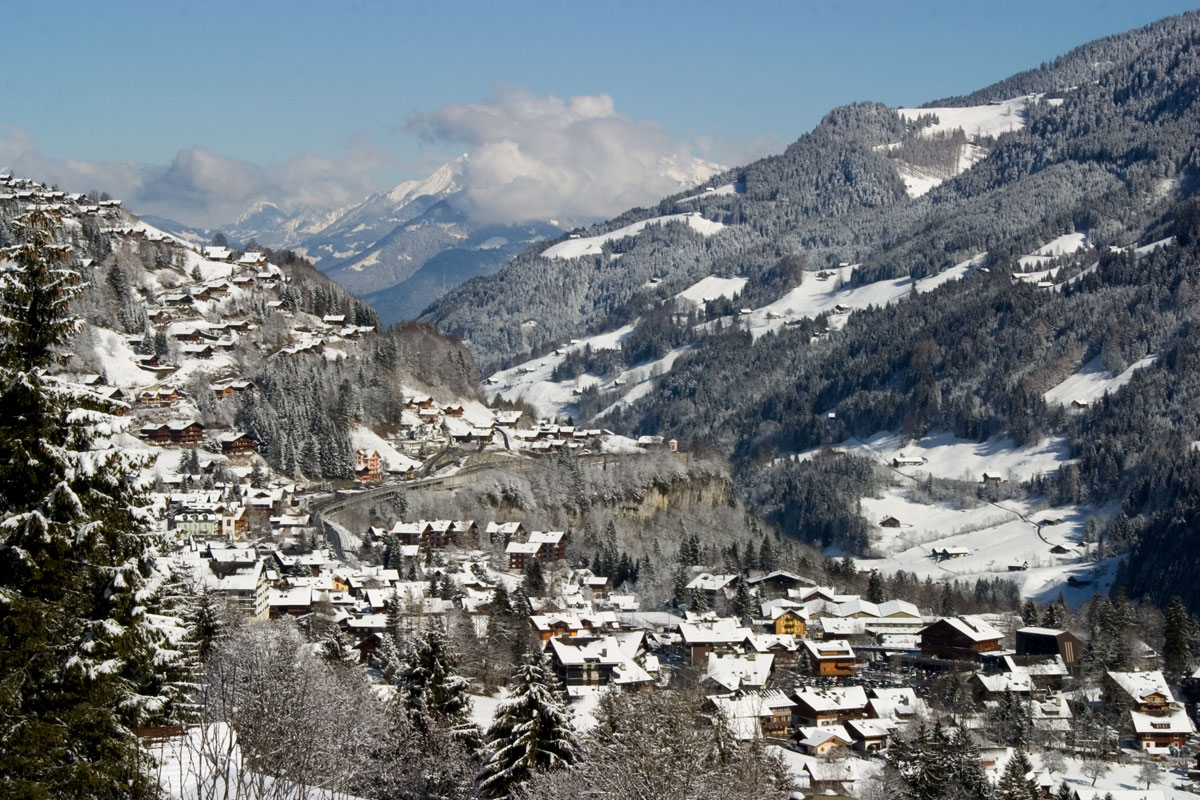
Champéry w zimie
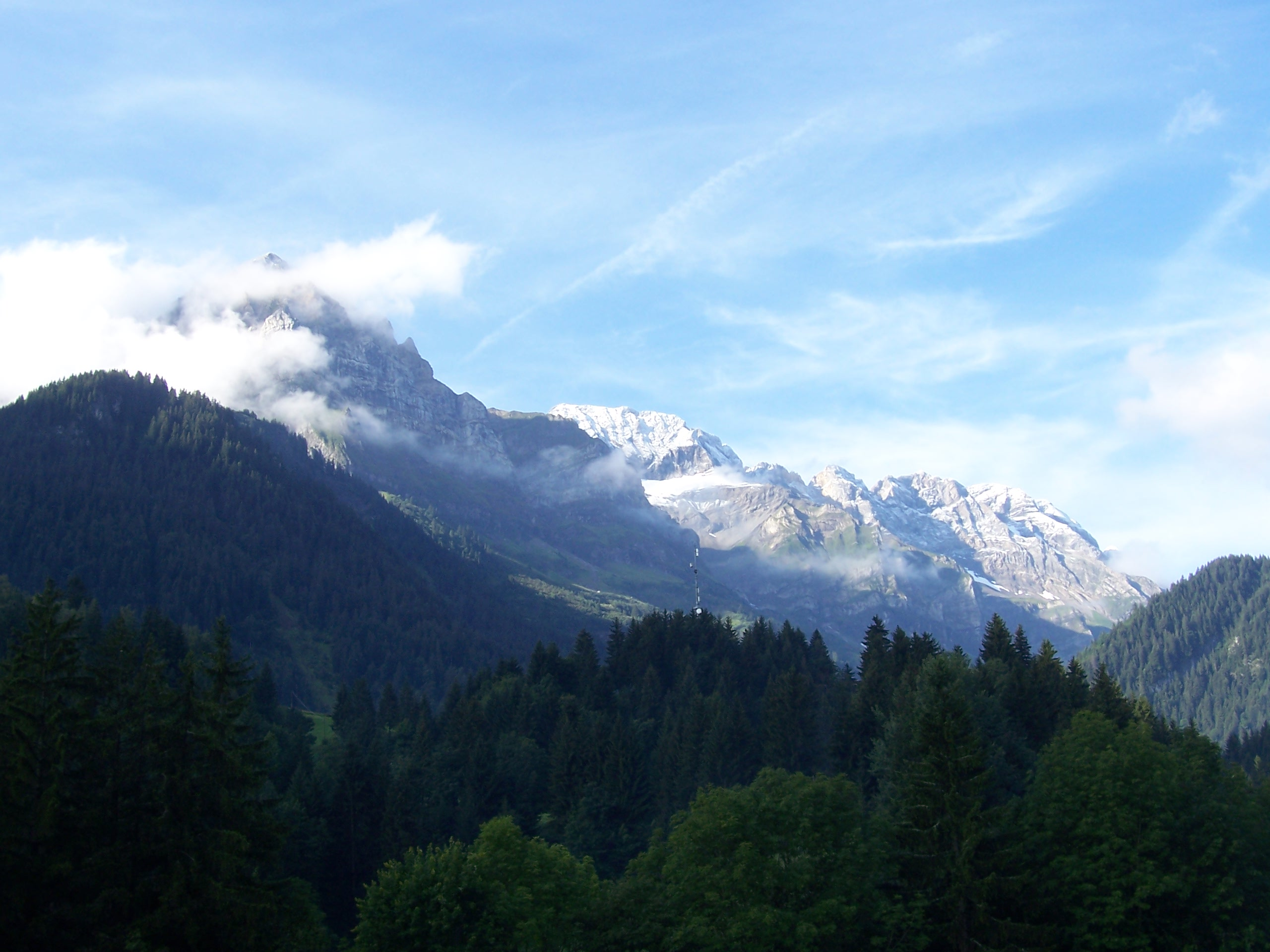
Widok na szczyt Haute Cime des Dents du Midi z Champéry